# Erioptera (Teleneura) nebulifera
Erioptera (Teleneura) nebulifera is een tweevleugelige uit de familie steltmuggen (Limoniidae). De soort komt voor in het Oriëntaals gebied.